# Fugger und Welser Erlebnismuseum

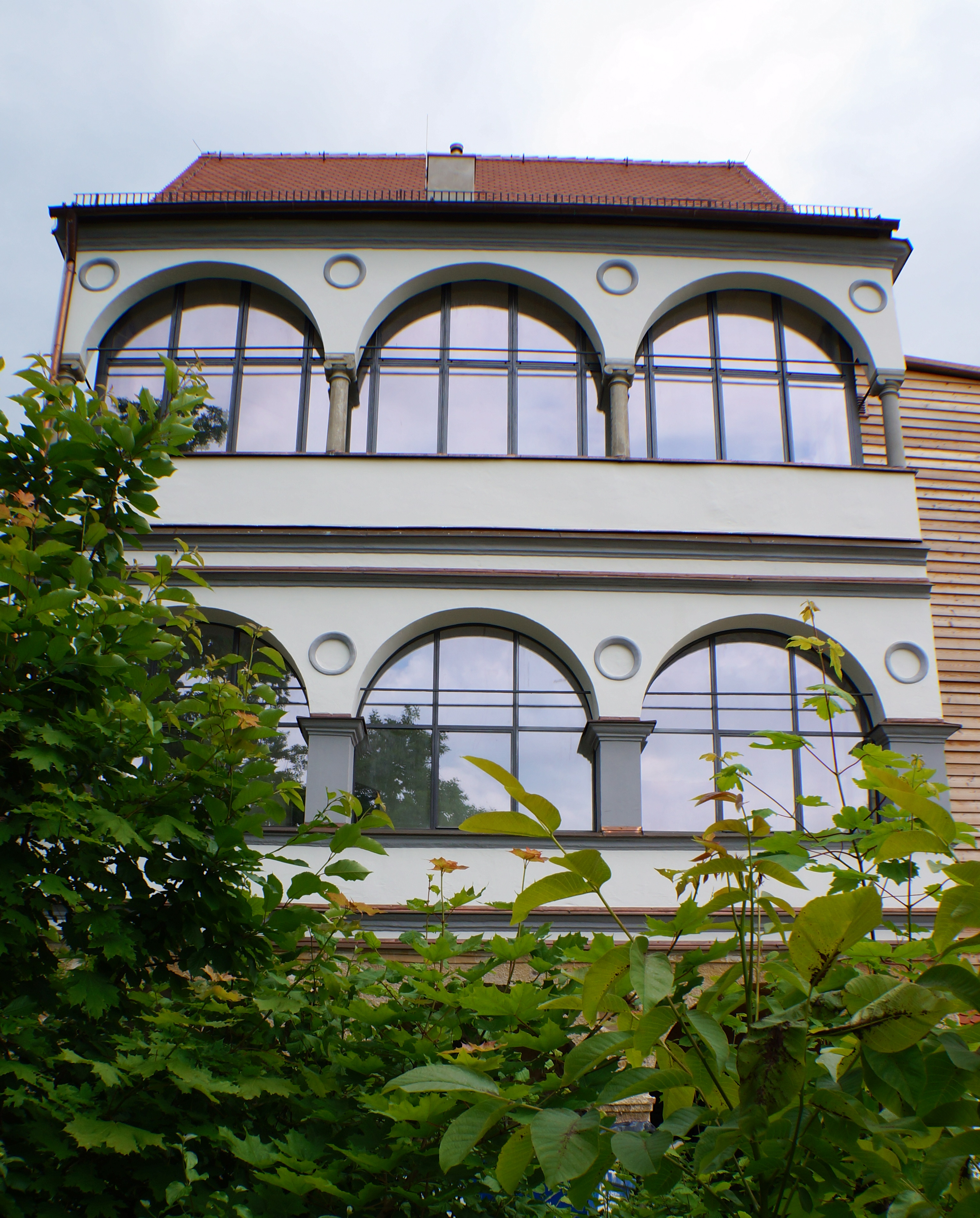
Die Arkadenseite des Fugger und Welser Erlebnismuseums von Norden

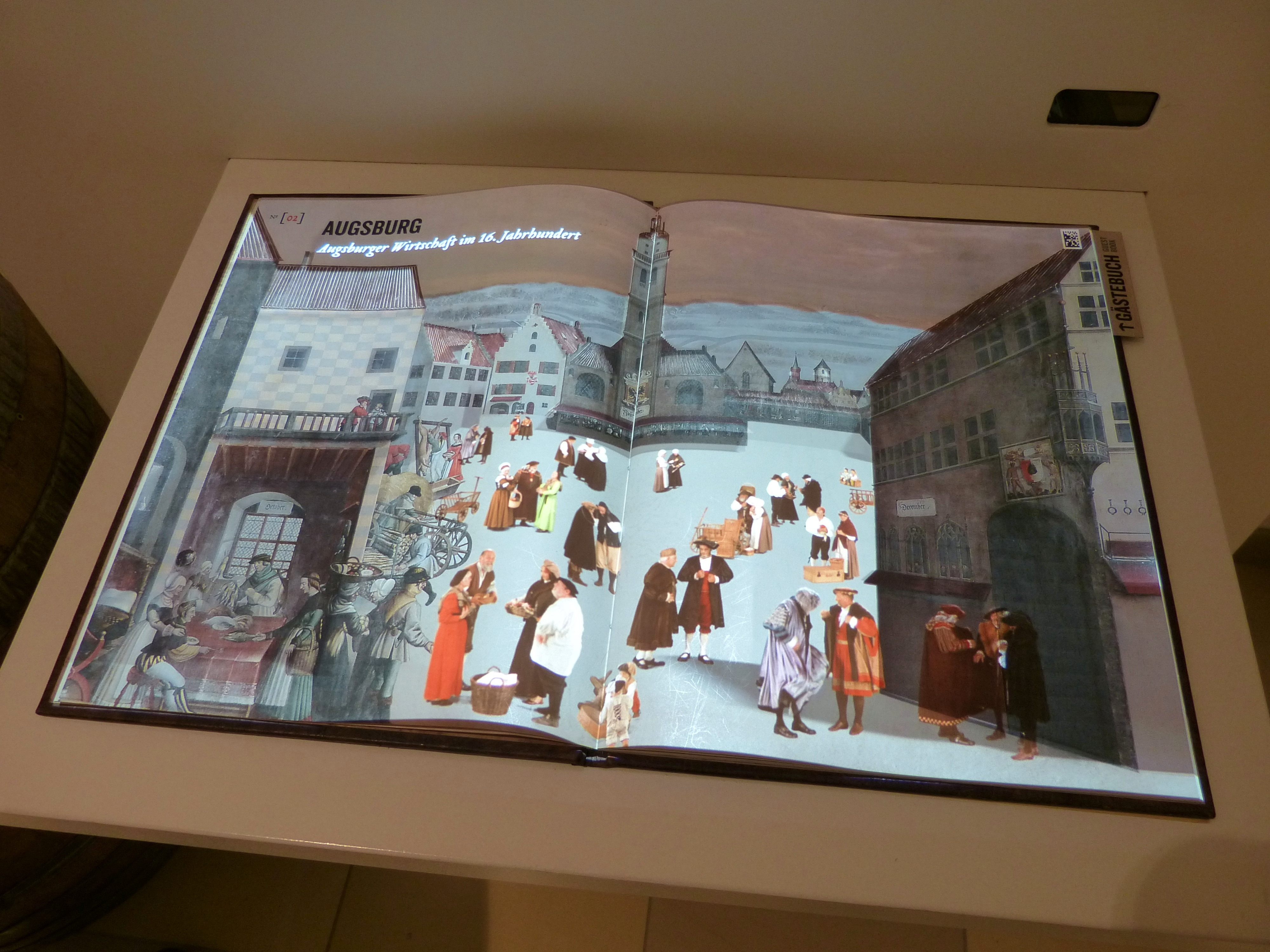
Das „Lebende Buch“ im Eingangsfoyer

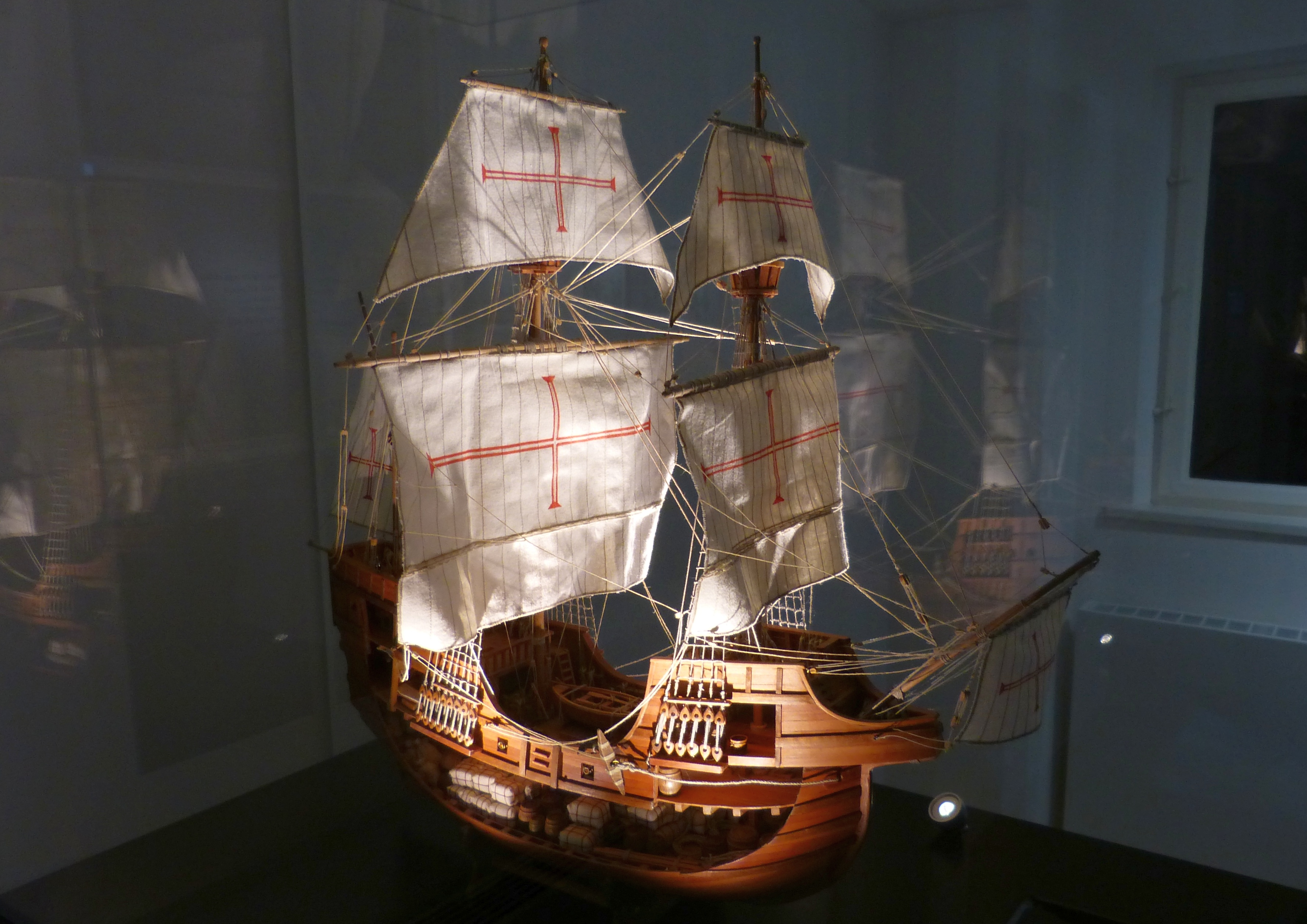
Modell der Nao Lionarda

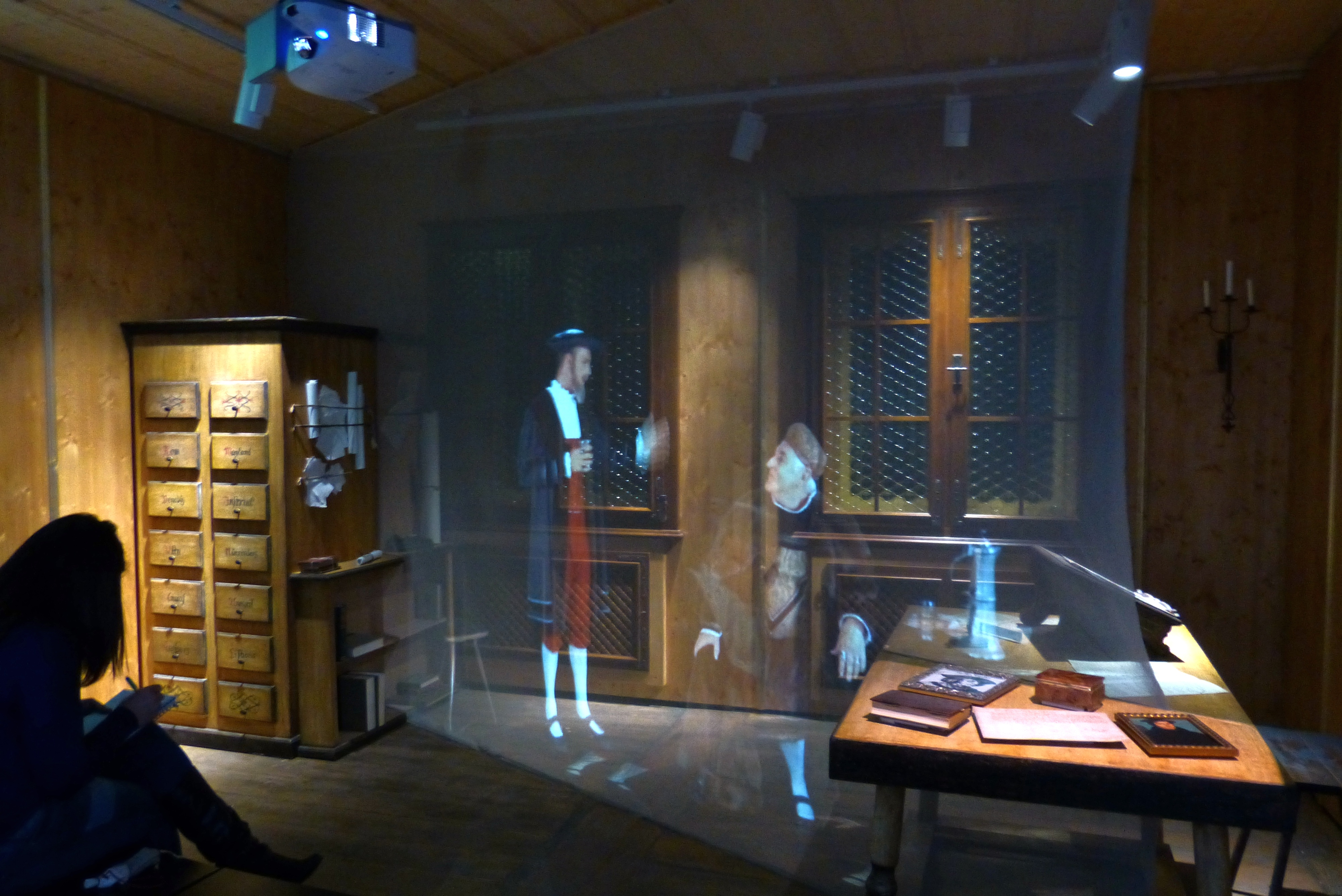
Lebensgroße, interaktive Filmprojektion mit Jakob Fugger (Heinz Schulan) und Bartholomäus V. Welser (Florian Keis)

Das Fugger und Welser Erlebnismuseum ist ein Museum im Domviertel in Augsburg, das sich mit der Geschichte der beiden Augsburger Kaufmannsfamilien Fugger und Welser befasst. Das Museum eröffnete 2014.

## Lage
Das Museum befindet sich im Äußeren Pfaffengässchen am nordöstlichen Rand des Domviertels von Augsburg. In direkter Nachbarschaft liegt der etwa einen Hektar große Klostergarten der Benediktinerabtei Sankt Stephan. Mit dem öffentlichen Nahverkehr kann das Museum mit der Straßenbahnlinie 2 oder der Buslinie 35 der Augsburger Verkehrsgesellschaft erreicht werden.

## Geschichte
Das heute denkmalgeschützte Wieselhaus im Äußeren Pfaffengässchen 23 im Domviertel wurde um das Jahr 1530 im Stil der italienischen Renaissance errichtet. Seinen Namen erhielt das Gebäude nach dem Fernrohrbauer Johann Wiesel (1583–1662), der hier von 1637 bis 1642 lebte. Über die Jahrhunderte wurde das Wieselhaus mehrfach umgebaut, so wurden unter anderem die ursprünglich offenen Arkaden, die für die klimatischen Bedingungen ungeeignet waren, verschlossen und im Gebäude Zwischenböden und zusätzliche Wände eingezogen. Im Gegensatz zu einem Großteil der Bebauung in der Umgebung überstand das Wieselhaus die Luftangriffe auf Augsburg während des Zweiten Weltkrieges unbeschadet.
In den letzten Jahrzehnten geriet das Wohngebäude in einen zunehmend schlechteren baulichen Zustand, ehe es ab 2009 von der „Stiftung Katholischer Studienfonds“, der das Wieselhaus inzwischen gehört, saniert wurde. Dabei wurden die ursprünglichen Zustände aus der Zeit der Renaissance wiederhergestellt und den modernen Gegebenheiten angepasst, so wurden unter anderem die Arkaden verglast. Insgesamt beliefen sich die Kosten der Sanierung auf etwa 2,5 Millionen Euro. Ende 2013 bezog die Regio Augsburg Tourismus GmbH das Gebäude und richtete dort das Fugger-und-Welser-Erlebnismuseum ein.

## Ausstellung
Die Ausstellung verzichtet weitestgehend auf originale Stücke aus der Zeit der Fugger und Welser und macht stattdessen mit Filmen, Tonstücken, Projektionen und interaktiven Inhalten die Geschichte der beiden Augsburger Kaufmannsgeschlechter erlebbar – daher auch der Name „Erlebnismuseum“. Einen besonderen Schwerpunkt will das Museum darüber hinausgehend auch auf die Reflexion über das heutige wirtschaftliche Geschehen legen und dementsprechend regelmäßig aktuelle Ereignisse der Wirtschaftswelt in das Ausstellungskonzept einbauen.